# Thelma Hopkins
Thelma Elizabeth Hopkins, coniugata McClernon (Kingston upon Hull, 17 marzo 1936 – Edmonton, 10 gennaio 2025), è stata un'altista britannica, vincitrice della medaglia d'argento nel salto in alto ai Giochi olimpici di Melbourne nel 1956.

## Biografia
Prima di dedicarsi all'atletica giocò nella nazionale irlandese di hockey e squash. Vinse una medaglia d'argento nel salto in alto alle olimpiadi australiane venendo superata da Mildred McDaniel (medaglia d'oro) e pareggiando con la russa Marija Pisareva.

## Palmarès
| Anno | Manifestazione             | Sede      | Evento        | Risultato | Prestazione | Note |
| ---- | -------------------------- | --------- | ------------- | --------- | ----------- | ---- |
| 1956 | Giochi della XVI Olimpiade | Melbourne | Salto in alto | Argento   | 1,67        |      |